# 有線通信
有線通信（ゆうせんつうしん、Wired CommunicationまたはCable Communication）とは、自由空間以外の線状につながれた伝送路を利用して行う通信である。電線や光ファイバーなどの通信線路による電気通信をさす。無線通信が登場したことに依るレトロニムである。
日本の有線電気通信法第二条においては、「送信の場所と受信の場所との間の線条その他の導体を利用して、電磁的方式により、符号、音響又は影像を送り、伝え、又は受けること」と定義されている。

## 無線通信との比較
無線通信と比べ、以下の特徴がある。

### メリット
- 回線容量が比較的大きくとれる
- 伝送路の上限がない
- 安定した通信が可能
- 盗聴が比較的困難

### デメリット
- 移動に適さない
- 通信線路を敷設する工作物が多く必要となり、初期投資コストが比較的大きくなる
- 一対一の通信でない場合は回線交換が必要
- 近距離では無線通信よりも減衰が少ないが、遠距離では減衰が多くなる
- 通信ケーブルが切断すると通信が途絶するため災害に弱い

## 用途
用途として次のものがある。
- 公衆交換電話網
- 専用線
- ケーブルテレビ
- 有線ラジオ放送

また、移動体通信の基地局間の通信にも使用されている。